# Julia Borgström
Julia Borgström, née le 9 juin 2001 à Skanör med Falsterbo, est une coureuse cycliste suédoise.

## Biographie

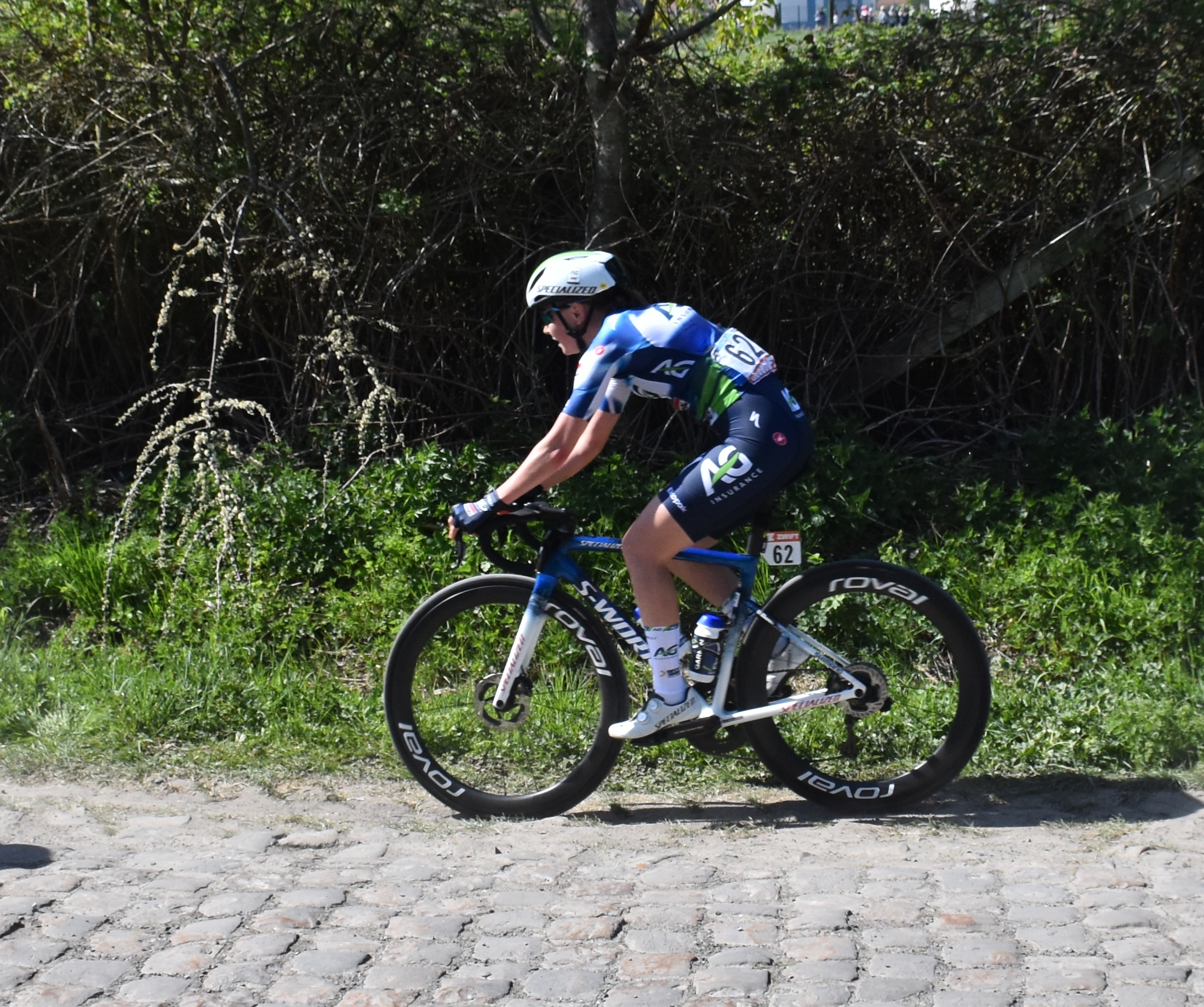
Julia Borgström #62 lors de Paris-Roubaix 2025.

## Palmarès sur route
- 2018
  -  Championne de Suède sur route juniors
  -  Championne de Suède en contre-la-montre juniors
  - 3e étape du Watersley Ladies Challenge juniors
- 2019
  - 2e du championnat de Suède en contre-la-montre juniors
  - 3e du championnat de Suède sur route juniors
- 2022
  - 2e du championnat de Suède en contre-la-montre
  - 3e du championnat de Suède sur route
- 2025
  - 3e du championnat de Suède en contre-la-montre

### Résultats sur les grands tours

#### Tour de France
2 participations
- 2022 : 32e et 3e meilleure jeune.
- 2023 : 47e

#### Tour d'Italie
1 participation
- 2024 : abandon (7e étape)

#### Tour d'Espagne
1 participation
- 2025 : 74e

### Classements mondiaux
| Année                                 | 2019 | 2020 | 2021 | 2022 | 2023 | 2024 |
| ------------------------------------- | ---- | ---- | ---- | ---- | ---- | ---- |
| Classement UCI                        | 943e | 287e | 493e | 82e  | 223e | 436e |
| UCI World Tour                        | nc   | 171e | 152e | 67e  | 151e | 303e |
|                                       |      |      |      |      |      |      |
| Légende : nc = non classéSource : UCI |      |      |      |      |      |      |